# Скалярное вейвлет-квантование
Скалярное вейвлет-квантование (англ. Wavelet Scalar Quantization, сокр. WSQ) — алгоритм сжатия, используемый для изображений отпечатков пальцев в оттенках серого. Он основан на теории вейвлетов и стал стандартом для обмена и хранения изображений отпечатков пальцев. WSQ был разработан Федеральным бюро расследований (FBI), Лос-Аламосской национальной лабораторией и Национальным институтом стандартов и технологий (NIST).
Этот метод сжатия предпочтительнее стандартных алгоритмов сжатия, таких как JPEG, потому что при тех же коэффициентах сжатия WSQ не представляет «блоковых артефактов» и потери детализации, которые неприемлемы для идентификации в финансовых и правоохранительных организациях.
Большинство американских правоохранительных органов используют WSQ для эффективного хранения сжатых изображений отпечатков пальцев с разрешением 500 пикселей на дюйм (ppi). Для отпечатков пальцев, записанных с разрешением 1000 ppi, правоохранительные органы (включая ФБР) используют JPEG 2000 вместо WSQ.